# Truxton (gra komputerowa)
Truxton, w Japonii zatytułowana jako Tatsujin – gra komputerowa, należąca do shoot'em upów, stworzona przez Toaplan na automaty w roku 1988, rok później trafiła na Genesis. Gra uchodzi za bardzo trudną - szybką, z przeciwnikami nadciągającymi z dołu ekranu, z trudnymi walkami z bossami, oraz rzadkimi checkpointami. Gra doczekała się kontynuacji - Truxton 2/Tatsujin Oh, wydanej w 1992.

## Fabuła
Gra dzieje się w niedalekiej przyszłości, kiedy ludzkość została zaatakowana przez rasę kosmitów przybyłych na asteroidach.

## Rozgrywka
Gra jest shoot'em upem, gdzie gracz pilotuje statek lecący w górę ekranu, i musi walczyć z nadciągającymi przeciwnikami. Do jego dyspozycji są 3 rodzaje broni, zmieniane przez znalezienie odpowiedniej ikony - czerwona (podstawowe działo, strzelające 3 pociskami), zielona (laser), niebieska (energetyczna wiązka, skupiająca się na przeciwniku). Zebranie bonusów "P" pozwala na ulepszenie broni. Do dyspozycji gracza są również specjalne bomby, niszczące słabszych przeciwników na ekranie. Gra ma 5 poziomów, każdy podzielony na 2 areny, do tego na każdym poziomie występują również minibossowie.